# Про смугасте слоненя
«Про смугасте слоненя» — радянський мультфільм, створений на студії «Київнаукфільм» у 1971 році.

## Сюжет
Казка про добре, миле і дуже самотнє смугасте слоненя, яке давно шукало собі друга в великому і дикому лісі. Але звірі, які йому зустрілися, — і зебри, і дядечко слон, і дивовижної краси птах, — всі-всі знаходили його дивним, ображали малюка і гордовито відверталися.
 
Одного разу на шляху слоненяти з'явився дуже страшний лев...